# Level Five
Level Five è un film del 1997 diretto da Chris Marker sulla simulazione  della battaglia di Okinawa, antefatto della bomba atomica su Hiroshima. 

## Trama
Laura ogni mattina accede alle parole scritte nella notte al computer dal marito scomparso, entra nella dimensione binaria di un mondo, di città, di memoria di cui non sa nulla, venendosi trovare nella stessa posizione di un uomo di Neanderthal, che vede l’inimmaginabile senza conoscerne il meccanismo. Lui lavorava alla costruzione del suo gioco e lei al mattino  proseguiva la stesura del suo libro.   Anna entra nel gioco della battaglia di Okinawa, l’isola di gente pacifica senza armi e sorridente,  già disprezzata da Napoleone che ritiene  infame chi non fa la guerra. La voce e l’immagine di Laura si alterna con la voce del regista Chris Marker che fa il montaggio  delle  immagini della popolazione di Okinawa che si uccide in massa o uccide o si fa uccidere da persone care  piuttosto che soccombere alla logica di una  violenza a loro estranea. I personaggi  che intervengono nel  loro insieme danno una visione completa dell’impossibilità di comunicazione tra chi ha l’anima della pace e chi ha lo spirito  della guerra . Non c’è niente che non possa essere messo in gioco tra queste due entità al cui culmine stanno il Harakiri e la Bomba Atomica.  In  questo senso nel  film è intesa la razza superiore  della prima entità il cui sguardo individua puntualmente la volgarità del vincente.  Il Seppuku  non è il suicidio inteso dagli occidentali, dice Kenji Tokitsu,  viene praticato su sé stessi vivendo il più grande dolore in perfetta salute mentale e fisica in nome della vita che brilla sempre dalla parte del perseguitato. Un secondo prima della nostra nascita si sa tutto su tutto, dice Laura, citando Platone e altri, ma un secondo dopo un piccolo angelo cancella questa memoria perché all’uomo resti l’onore di riscoprire tutto, qualora ne sia capace. Dio sta sempre dalla parte del perseguitato, così Laura cita una sentenza da utilizzare per i giorni bui.  Può  accadere che un giusto perseguiti un ingiusto, e Dio è accanto al  perseguitato, quando un cattivo perseguita un giusto Dio è accanto al perseguitato, quando un cattivo perseguita un cattivo Dio è accanto al perseguitato, e anche quando un giusto perseguita un cattivo Dio è dalla parte del perseguitato. Nel  finale quando il montatore del film, non inquadrato,  entra nello studio Laura non c’è più, e il film la colloca (non più inquadrata) in un’altra dimensione, quella del cyberspazio. La sigla finale è la canzone Un jour tu verras cantata da Marcel Mouloudji.

## Curiosità
- All'inizio del film c'è una sequenza brevissima di William Gibson da giovane e un riferimento all'invenzione del Cyberspazio
- Il film, visibile nel web,[1] è materia degli studenti del DAMS[2] come opera di uno dei maestri della Rive gauche[3]